# Pallamano Trieste 2001-2002
Questa pagina raccoglie i dati riguardanti la Pallamano Trieste nelle competizioni ufficiali della stagione 2001-2002.

## Rosa

### Giocatori
| N° | Naz.                           | Ruolo | Sportivo                | Anno | Alt. | Peso |
| -- | ------------------------------ | ----- | ----------------------- | ---- | ---- | ---- |
| 1  | Italia (bandiera)              | P     | Gabriele Benvenuti      | 1980 |      |      |
| 12 | Italia (bandiera)              | P     | Zoran Srebrnic          | 1975 |      |      |
| 16 | Italia (bandiera)              | P     | Ivan Mestriner          | 1970 |      |      |
| 4  | Serbia e Montenegro (bandiera) | T     | Milan Radovanovic       | 1978 |      |      |
| 5  | Romania (bandiera)             | PV    | Marius Ionescu          | 1975 |      |      |
| 6  | Lituania (bandiera)            | T     | Gintautas Vilaniskis    | 1971 |      |      |
| 7  | Romania (bandiera)             | T     | Petru Pop               | 1974 |      |      |
| 8  | Italia (bandiera)              | T     | Massimiliano Martinelli | 1978 |      |      |
| 9  | Italia (bandiera)              | A     | Alessandro Fusina       | 1971 |      |      |
| 11 | Italia (bandiera)              | PV    | Antonio Pastorelli      | 1971 |      |      |
| 13 | Croazia (bandiera)             | PV    | Dalibor Anusic          | 1976 |      |      |
| 14 | Croazia (bandiera)             | T     | Mario Raguz             | 1977 |      |      |
| 15 | Italia (bandiera)              | A     | Marco Lo Duca           | 1971 |      |      |
| 18 | Italia (bandiera)              | A     | Andrea Carpanese        | 1982 |      |      |
| 19 | Italia (bandiera)              | A     | Marco Visintin          | 1982 |      |      |
| 21 | Italia (bandiera)              | T     | Alessandro Tarafino     | 1971 |      |      |

### Staff
- Allenatore:  Marko Sibila
- Allenatore in seconda:  Piero Sivini
- Assistente:  Giorgio Oveglia
- Massaggiatore:  Enzo Gianlorenzi

## Risultati

### Serie A1

#### Stagione regolare

##### Girone d'andata
| Fasano 29 settembre 2001 | Junior Fasano | 12 – 29 | Trieste |  |

| Trieste 6 ottobre 2001 | Trieste | 26 – 24 | Black Devils |  |

| Rovigo 13 ottobre 2001 | Tassina Rovigo | 26 – 31 | Trieste |  |

| Trieste 17 ottobre 2001 | Trieste | 35 – 26 | Città Sant'Angelo |  |

| Prato 20 ottobre 2001 | Prato | 24 – 21 | Trieste |  |

| Trieste 27 ottobre 2001 | Trieste | 31 – 19 | Mazara |  |

| Conversano 31 ottobre 2001 | Conversano | 31 – 21 | Trieste |  |

| Trieste 3 novembre 2001 | Trieste | 40 – 24 | Ascoli |  |

| Trieste 10 novembre 2001 | Trieste | 26 – 20 | Brixen |  |

| Ancona 17 novembre 2001 | CUS Ancona | 26 – 32 | Trieste |  |

| Trieste 24 novembre 2001 | Trieste | 31 – 28 | Modena |  |

| Rubiera 1 dicembre 2001 | Rubiera | 28 – 26 | Trieste |  |

| Trieste 8 dicembre 2001 | Trieste | 22 – 21 | Bologna United |  |

##### Girone di ritorno
| Trieste 15 dicembre 2001 | Trieste | 43 – 13 | Junior Fasano |  |

| Merano 2 febbraio 2002 | Black Devils | 25 – 28 | Trieste |  |

| Trieste 9 febbraio 2002 | Trieste | 30 – 22 | Tassina Rovigo |  |

| Città Sant'Angelo 13 febbraio 2002 | Città Sant'Angelo | 24 – 33 | Trieste |  |

| Trieste 23 febbraio 2002 | Trieste | 23 – 26 | Prato |  |

| Mazara del Vallo 2 marzo 2002 | Mazara | 22 – 23 | Trieste |  |

| Trieste 6 marzo 2002 | Trieste | 29 – 24 | Conversano |  |

| Ascoli Piceno 9 marzo 2002 | Ascoli | 26 – 32 | Trieste |  |

| Bressanone 16 marzo 2002 | Brixen | 24 – 30 | Trieste |  |

| Trieste 23 marzo 2002 | Trieste | 37 – 24 | CUS Ancona |  |

| Modena 30 marzo 2002 | Modena | 25 – 34 | Trieste |  |

| Trieste 6 aprile 2002 | Trieste | 24 – 23 | Rubiera |  |

| San Lazzaro di Savena 13 aprile 2002 | Bologna United | 29 – 30 | Trieste |  |

#### Playoff scudetto

##### Quarti di finale
| Trieste 17 aprile 2002 | Trieste | 28 – 20 | Modena |  |

| Modena 20 aprile 2002 | Modena | 27 – 29 | Trieste |  |

##### Semifinali
| Trieste 27 aprile 2002 | Trieste | 22 – 16 | Black Devils |  |

| Merano nd | Black Devils | 0 – 5 | Trieste |  |

##### Finale
| Prato 8 maggio 2002 | Prato | 27 – 20 | Trieste |  |

| Trieste 11 maggio 2002 | Trieste | 24 – 22 | Prato |  |

| Prato 15 maggio 2002 | Prato | 19 – 20 | Trieste |  |

| Trieste 18 maggio 2002 | Trieste | 29 – 25 | Prato |  |

### Coppa Italia

#### Quarti di finale
| Trieste 15 febbraio 2002 | Trieste | 20 – 17 | Rubiera |  |

#### Semifinali
| Trieste 16 febbraio 2002 | Trieste | 28 – 20 | Black Devils |  |

#### Finale
| Trieste 17 febbraio 2002 | Trieste | 27 – 23 | Conversano |  |

### EHF Champions League

#### Secondo turno di qualificazione
| Squadra 1             | Squadra 2         | Andata        | Ritorno | Totale  |
| --------------------- | ----------------- | ------------- | ------- | ------- |
| Hapoel Rishon Le Zion | Pallamano Trieste | Rishon LeZion | Trieste | 48 - 45 |
| Hapoel Rishon Le Zion | Pallamano Trieste | 26 - 18       | 22 - 27 | 48 - 45 |

### EHF Cup

#### Terzo turno di qualificazione
| Squadra 1         | Squadra 2                | Andata  | Ritorno    | Totale  |
| ----------------- | ------------------------ | ------- | ---------- | ------- |
| Pallamano Trieste | Lukoil-Dynamo Astrachan' | Trieste | Astrachan' | 54 - 60 |
| Pallamano Trieste | Lukoil-Dynamo Astrachan' | 27- 28  | 27 - 32    | 54 - 60 |

## Classifica
|  | Pos. | Squadra           | Pt | G  | V  | N | S  | GF  | GS  | D    | Note                                         |
|  | ---- | ----------------- | -- | -- | -- | - | -- | --- | --- | ---- | -------------------------------------------- |
|  | 1.   | Prato             | 68 | 26 | 22 | 2 | 2  | 745 | 587 | +158 | Qualificato alla EHF Cup 2002-2003           |
|  | 2.   | Trieste           | 66 | 26 | 22 | 0 | 4  | 767 | 616 | +151 | Qualificato alla Champions League 2002-2003  |
|  | 3.   | Bologna United    | 58 | 26 | 19 | 1 | 6  | 695 | 615 | +80  | Qualificato alla Challenge Cup 2002-2003     |
|  | 4.   | Conversano        | 50 | 26 | 16 | 2 | 8  | 690 | 613 | +77  | Qualificato alla Coppa delle Coppe 2002-2003 |
|  | 5.   | Rubiera           | 39 | 26 | 11 | 6 | 9  | 646 | 595 | +51  |                                              |
|  | 6.   | Black Devils      | 38 | 26 | 12 | 2 | 12 | 703 | 689 | +14  | Qualificato alla Challenge Cup 2002-2003     |
|  | 7.   | Modena            | 37 | 26 | 12 | 1 | 13 | 721 | 704 | +17  |                                              |
|  | 8.   | Tassina Rovigo    | 37 | 26 | 12 | 1 | 13 | 664 | 672 | -8   |                                              |
|  | 9.   | Brixen            | 36 | 26 | 11 | 3 | 12 | 608 | 550 | +58  |                                              |
|  | 10.  | Ascoli            | 31 | 26 | 10 | 1 | 15 | 657 | 707 | -50  | Retrocesso in Serie A2 2002-2003             |
|  | 11.  | Mazara            | 28 | 26 | 9  | 1 | 16 | 634 | 689 | -55  |                                              |
|  | 12.  | CUS Ancona        | 24 | 26 | 8  | 0 | 18 | 682 | 755 | -73  | Retrocesso in Serie A2 2002-2003             |
|  | 13.  | Junior Fasano     | 16 | 26 | 5  | 1 | 20 | 565 | 764 | -99  | Retrocesso in Serie A2 2002-2003             |
|  | 14.  | Città Sant'Angelo | 7  | 26 | 2  | 1 | 23 | 550 | 771 | -221 | Retrocesso in Serie A2 2002-2003             |

## Statistiche

### Individuali

#### Classifica marcatori
| N. | Giocatore               | Reti |
| -- | ----------------------- | ---- |
| 9  | Alessandro Fusina       | 176  |
| 6  | Gintautas Vilaniskis    | 154  |
| 7  | Petru Pop               | 152  |
| 21 | Alessandro Tarafino     | 104  |
| 8  | Massimiliano Martinelli | 68   |
| 13 | Dalibor Anusic          | 57   |
| 11 | Antonio Pastorelli      | 54   |
| 15 | Marco Lo Duca           | 42   |
| 19 | Marco Visintin          | 38   |
| 4  | Milan Radovanovic       | 36   |
| 5  | Marius Ionescu          | 30   |
| 14 | Mario Raguz             | 14   |
| 18 | Andrea Carpanese        | 3    |
|    | Fabio Coslovich         | 1    |
| 16 | Ivan Mestriner          | 1    |